# マカオの政党
マカオの政党（マカオのせいとう）では、中華人民共和国マカオ特別行政区における政党について説明する。

## 概要
現在のマカオは中華人民共和国の統治下にあるが、一国二制度により特別行政区が設置されているため、中国大陸（中華人民共和国政府の直接統治区域）とは異なり結社の自由が認められている。ただし、現在のマカオには政党を名乗る団体が存在せず、マカオの住民は社団という形で政治団体を組織し、マカオ立法会の議員選挙に参加している。

## 政党一覧
2013年の立法会議員選挙の結果、直接選挙で議席を獲得した団体は下記の通りである。
- 新マカオ協会
- マカオ発展新連盟
- 同心協進会
- 民衆建澳聯盟（澳門民連協進会）
- 澳門発展新聯盟
- 澳門街坊会聯合総会（群力促進会）
- 新希望
- 澳粤同盟
- 改革創新同盟
- 民主新澳門
- 民主昌澳門